# Hamburgs universitet
Hamburgs universitet (tyska: Universität Hamburg) är ett universitet i stadsdelen Rotherbaum, Hamburg i Tyskland. Universitetet grundades den 28 mars 1919. Där finns idag sex fakulteter och 150 studieprogram.
Det rankas som ett av de 201–250 främsta lärosätena i världen i Times Higher Educations ranking av världens främsta lärosäten 2018.